# 城巴5C線
城巴5C線是由城巴營運的一條香港島巴士路線，只在平日早上繁忙時間由西環（石塘咀）單向開往灣仔（盧押道）。

## 歷史
- 1998年1月18日：投入服務，初時為每天全日服務，以循環線形式運作。
- 1999年8月16日：配合城巴重組堅尼地城巴士路線，5C線改為只於平日早上單向由西環（石塘咀）開往灣仔（盧押道）。
- 2015年5月10日：取消服務。

## 服務時間（詳細班次）
西環（石塘咀）開
- 星期一至六：07:00、07:30、08:00、08:30、09:00

星期日及公眾假期不設服務

## 收費
全程：$3.4
| - 本線設有12歲以下小童及65歲或以上長者半價優惠。 - 65歲或以上香港居民使用「樂悠咭」，以及12歲以下合資格殘疾兒童使用「殘疾人士身份」個人八達通繳付車資，均可享有每程$2.0或半價（以較低者為準）的票價優惠；12至64歲合資格殘疾人士使用「殘疾人士身份」個人八達通（包括「樂悠咭」），以及60至64歲香港居民使用「樂悠咭」繳付車資，均可享有每程$2.0或全費（以較低者為準）的票價優惠。 - 65歲或以上長者如使用長者或一般個人八達通繳付車資，則只可享有半價優惠；12至64歲合資格殘疾人士如不使用「殘疾人士身份」個人八達通，以及60至64歲人士如不使用「樂悠咭」繳付車資，必須繳付全費。 - 乘客可以現金或八達通於上車時付款，不設找續。 - 每位成人乘客可免費攜帶最多兩名4歲以下而不佔座位的兒童乘客乘車，超額之4歲以下小童必須繳付小童車費乘車。 - 九龍巴士、城巴及龍運巴士全職員工及家屬（不包括外判職員）可免費乘搭本路線，惟必須拍職員或職員家屬八達通。 - 乘客亦可使用AlipayHK「易乘碼」、支付寶、WeChatHK／微信支付「搭車碼」、銀聯雲閃付「乘車碼」及BOC Pay「乘車碼」、具有感應式支付功能的VISA、Mastercard及銀聯卡，以及Apple Pay、Google Pay及Samsung Pay流動支付平台繳付車資。使用此支付方式的乘客可享有中途下車之分段收費，以及與其他城巴獨營路線或聯營線城巴班次之轉乘優惠，惟不適用於與非城巴路線之轉乘優惠。乘客亦不能享有「公共交通費用補貼計劃」及「長者及合資格殘疾人士公共交通票價優惠計劃」。 |

## 行車路線
經：皇后大道西、德輔道西、干諾道西、干諾道中、急庇利街、德輔道中、遮打道、美利道、金鐘道、軒尼詩道及盧押道。

### 沿線車站
| 石塘咀開 | 石塘咀開   | 石塘咀開 |
| 序號     | 車站名稱   | 位置     |
| -------- | ---------- | -------- |
| 1        | 石塘咀     |          |
| 2        | 皇后大道西   | 德輔道西 |
| 3        | 山道       | 德輔道西 |
| 4        | 嘉安街     | 德輔道西 |
| 5        | 西區警署   | 德輔道西 |
| 6        | 正街       | 德輔道西 |
| 7        | 東邊街     | 德輔道西 |
| 8        | 修打蘭街   | 德輔道西 |
| 9        | 永安中心   | 德輔道中 |
| 10       | 恒生銀行總行 | 德輔道中 |
| 11       | 皇后像廣場 | 遮打道   |
| 12       | 金鐘站     | 金鐘道   |
| 13       | 盧押道     | 軒尼詩道 |
| 14       | 盧押道     | 盧押道   |

## 外部連結
城巴
- 城巴5C線 （页面存档备份，存于）
- 城巴5C線路線圖 （页面存档备份，存于）

其他
- 681巴士總站－城巴5C線 （页面存档备份，存于）